# Pape Satàn, pape Satàn aleppe

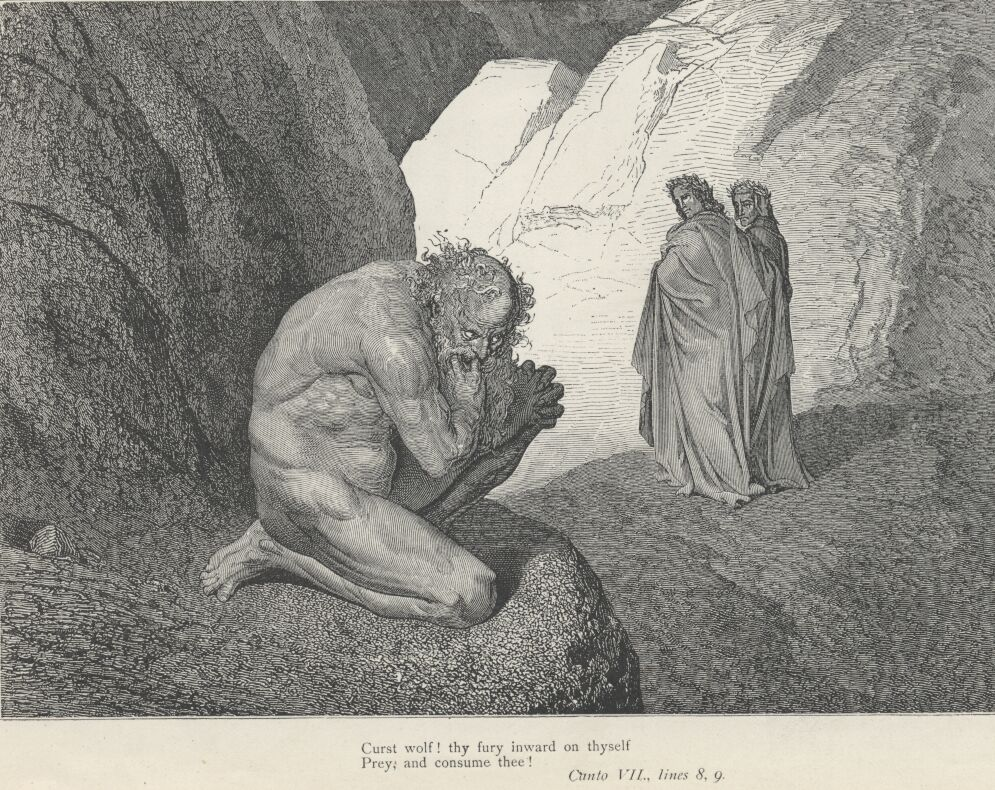
Pluto immaginato da Gustave Doré

"Pape Satàn, pape Satàn aleppe" è un verso scritto da Dante Alighieri all'inizio del Canto VII dell'Inferno.

## Nella Divina Commedia
Il verso è pronunciato da Pluto, che Dante pone come guardiano del Quarto Cerchio, e recita:
disse per confortarmi: Non ti noccia
la tua paura; ché, poder ch'elli abbia,
non ci torrà lo scender questa roccia.»
(Dante Alighieri, Divina Commedia - Inferno, VII, vv. 1-6)
Il verso, composto di sole tre parole, è celebre per il suo scandito ritmo di metrica, che gli dà il tono di un'invocazione a Satana (l'unica parola riconoscibile). Secondo alcuni critici si tratta di un'espressione inventata, ma secondo altri ha elementi etimologicamente riconoscibili.
Dal testo possiamo dedurre che: 
1. Virgilio lo capisce (quel savio gentil, che tutto seppe);
2. Che è solo l'inizio di qualcos'altro (cominciò Pluto...);
3. Che è un'espressione di rabbia ("Taci, maledetto lupo! / consuma dentro te con la tua rabbia.");
4. Che ha un effetto di minaccia verso Dante ("Non ti noccia / la tua paura; ché, poder ch'elli abbia / non ci torrà lo scender questa roccia")[non chiaro].

La parola Satàn ripetuta ben due volte e la parola Pape che assomiglia ad un imperativo latino (sebbene non esista alcun verbo riconducibile) fa pensare a una preghiera o a un'invocazione del maligno contro gli intrusi (tanto che Virgilio ripete, leggermente variata, l'espressione "vuolsi così colà...").
Dante probabilmente intendeva dare un senso, seppure oscuro, alle parole demoniache mettendo almeno qualcosa di riconoscibile (Satàn), ma lasciando quell'indeterminatezza minacciosa, dove chiunque potesse immaginarvi il significato che più lo spaventasse.

## Possibili spiegazioni
- Pape (o papè) potrebbe essere una resa del termine latino papae, greco παπαί papài, un'interiezione di stupore o di stizza, attestata negli autori antichi (come il nostro Accidenti!)[1]. Aleppe potrebbe derivare da aleph, la prima lettera dell'alfabeto ebraico (già alep in quello fenicio, che divenne alfa in quello greco). La deformazione fonetica di alef in aleppe sarebbe analoga a quella del nome Yosef in Giuseppe. In ebraico alef significherebbe anche "numero uno", ovvero "il principio che contiene il tutto" e ciò corrisponderebbe a un attributo della maestà di Dio. Nel tardo Medioevo un'espressione del genere sarebbe stata in uso come interiezione (come oddio!)[1]. Quindi la frase sarebbe, assieme all'interpretazione di altri esegeti, un miscuglio di latino (papae, genitivo di papa), greco (satan, col significato di "avversario") ed ebraico (aleph o alef prima lettera dell'alfabeto ebraico) e significherebbe "Primo nemico del papa". "Aleppe" potrebbe anche derivare dal latino "alipes" cioè "con le ali ai piedi", con alcuni dipinti raffiguranti angeli con le ali al di sotto dei loro piedi a rafforzare questa ipotesi. Un'ulteriore teoria è riconducibile alla volgarizzazione del secondo vocabolo contenuto nella formula latina "sator Arepo tenet opera rotas", frase palindroma con valore apotropaico, traducibile come "Il Creatore di tutte le cose mantiene con cura le proprie opere" (sator Arepo tenet opera rotas).
- Domenico Guerri, che fece una accurata ricerca nei glossari medievali nel 1908[2], le interpretò come "Oh Satana, oh Satana Dio", intese come un'invocazione contro i viaggiatori.
- Una tesi greca farebbe propendere per questa esegesi: pape = παρά (parà), preposizione che si traduce con "presso", resa probabilmente vista la somiglianza della lettera greca rho (ρ) con la p latina. Aleppe = ἄλεπτος (àleptos) che significa "inespugnabile". Pertanto l'esegesi sarebbe: Presso Satana, presso Satana, l'Inespugnabile (Todisco).
- Un'ipotesi araba di questo verso, supposta anche per le parole pronunciate da Nemrod in Inferno XXXI vv. 1-4,[3] si trova in Abbūd Abū Rāshid, primo traduttore arabo della Divina Commedia (Tripoli, 1930 - 1933), il quale interpretò questi versi come una traslazione fonetica di una parlata araba, traducendoli in arabo come Bāb al-shaytān. Bāb al-shaytān. Ahlibu ("La porta di Satana. La porta di Satana. Proseguite nella discesa"). Già precedentemente, alla metà del secolo XX, Armando Troni[4] aveva supposto una probabile origine araba delle parole in questione facendo risalire però aleppe all'imperativo da labba, fermarsi, interpretazione questa che risulta essere la più coerente con il contesto in quanto il senso sarebbe ("La porta di Satana. La porta di Satana. Fermati"). Si osserva che, secondo alcuni studiosi della cultura araba, Dante avrebbe tratto alcune ispirazioni da fonti arabe.[5] Egli infatti non disprezzava il mondo musulmano a priori: se relegava Maometto tra i dannati, egli nominò però ben tre musulmani tra gli spiriti magni del Limbo: Saladino, Avicenna e Averroè. I dubbi di questa interpretazione nascono però dal significato accondiscendente che non è in linea con quanto suggerito nella narrazione circostante. Si osserva che comunque Dante non conosceva l'arabo e forse voleva solo ricreare la suggestione di quella lingua ascoltata; si è d'altra parte ipotizzato anche che Brunetto Latini, suo amico, possa averlo avvicinato ad elementi della cultura islamica, da lui conosciuta durante gli anni vissuti ad Oviedo nelle Asturie.
- Si è anche ipotizzato che le parole di Pluto siano una traslitterazione dal francese. Una prima proposta fu avanzata da Benvenuto Cellini che, nella sua Vita (1558-1562), dichiarava di aver udito pronunciare la stessa frase ("Phe phe Satan phe phe Satan alè phe") da un giudice di Parigi, che ordinava l'allontanamento dall'aula di un astante; pertanto la traduzione sarebbe: "Sta' cheto, sta' cheto, Satanasso, levati di costì, e sta' cheto!" (libro II, cap. 27). Altre simili interpretazioni sono "Paix, paix, Satan, paix, paix, Satan, allez, paix" ("Pace, pace, Satana, pace, pace, Satana, andiamo, pace")[1] e "Pape Satan allez en paix" (Papa Satana andate in pace).[6] Un'ulteriore interpretazione è dovuta a Giovanni Ventura: "Pas paix Satan, pas paix Satan, à l'épée" ("Niente pace Satana, niente pace Satana, alla spada"). Secondo Ventura, Dante avrebbe nascosto la figura di Filippo il Bello dietro il dio dell'avidità Pluto, e per questo motivo lo avrebbe fatto parlare in francese piuttosto che in latino, greco o ebraico: infatti, Dante considerava Filippo il Bello "il gran nemico" della cristianità e del papato. Da osservare inoltre che le parole di Pluto/Filippo il Bello rappresenterebbero anche una citazione blasfema delle parole di Gesù nel vangelo di Matteo 10:34 (non veni mittere pacem, sed gladium). Per esigenze metriche, quest'interpretazione richiede il trasporto dell'accento tonico dall'undicesima alla decima sillaba, da "aleppé" ad "alèppe", analogamente a quanto si verifica al verso 28, laddove l'accento tonico va trasposto da "pur lì" a "pùr li". [7].
- Secondo Leone Tondelli "Pape Satan" significa "tentatore del papa" (pape è la forma medievale del latino papae), e ciò per il fatto che nel cerchio degli avari e prodighi sono puniti vari papi e altri ecclesiastici, inclini all'avarizia.
- Flaminio Servi sostiene che si tratti di lingua ebraica, e lo trascrive letteralmente così, da sinistra a destra, anziché al contrario: פה פה שטן פה פה שטן אלוף. Il significato sarebbe: «Qui, qui Satana, qui, qui Satana è principe». Flaminio Servi, Dante e gli Ebrei, Tipografia Giovanni Pane, Casale 1893, p. 11[8]

## Traduzioni
Il problema del senso di questa frase è particolarmente cruciale per ogni traduttore del poema dantesco, che ovviamente è messo in difficoltà dalla apparente mancanza di senso di ciò che viene detto.

Particolarmente brillante la soluzione adottata da Carlo Porta per la sua traduzione di questo passo in milanese. Infatti egli adottò una celebre filastrocca dal significato anch'esso oscuro: 
Le parti in corsivo sono pezzi della filastrocca: essa era usata per una conta, allo scopo di decidere chi restava in gioco e chi no: qui il Porta se ne serve per mostrare a Pluto che il poeta e Virgilio potranno proseguire, ma Pluto non potrà seguirli.
Nel suo poema La Divina Commedia di don Procopio Ballaccheri Nino Martoglio ha reso in siciliano il verso di Pluto nel modo seguente:
che significa: "Pala innestata (o a cui sono stati asportati i fichidindia primaticci per ottenerne poi di più grossi), pala innestata, si copre di muschio!"

## Fortuna del verso

### Letteratura
- Pape Satàn Aleppe (2016) è il titolo di un'opera di saggistica d'attualità di Umberto Eco.

### Cinema e televisione
- Renzo Arbore, all'interno della trasmissione Telepatria International (1981), utilizzò il verso (nello sketch della finta seduta spiritica) per invocare l'anima di S. Giuseppe (interpretato da Ugo Tognazzi).
- Il verso è stato usato nel film Amici miei - Atto IIIº di Nanni Loy, durante la scena della finta messa nera.

### Musica
- Pape Satàn è anche il titolo di una canzone dei Negrita, contenuta nell'album Reset (1999).
- Si trova anche nella canzone La java javanaise, compresa nell'album Razmataz (2000) di Paolo Conte.
- Viene usato nella canzone Povero diavolo dell'album Sul tetto del mondo (2011) dei Modena City Ramblers.
- Nella canzone del 2014 Non esco mai Mondo Marcio inserisce il verso Pape Satàn, aleppe pape Satàn
- Il verso è anche il titolo di una canzone (2016) del gruppo progressive rock partenopeo degli Osanna.
- viene citata anche dalla rock band Nanowar of Steel nella canzone Disco Metal (2023).

### Fumetti
- Il celebre verso compare nella storia a fumetti L'Inferno di Topolino, pubblicata nel 1949 (e poi riproposta nella serie "Le grandi parodie Disney") con terzine dantesche di Guido Martina e disegni di Angelo Bioletto. Topolino nei panni di Dante e Pippo in quelli di Virgilio, nella loro discesa infernale incontrano Pluto, che però è il famoso cane dei cartoni animati Disney, e questo episodio inizia con queste terzine umoristiche a mo' di didascalia sotto le vignette:

queste parole dai concetti bui / 
per seicent'anni niun spegare seppe. / 
Solo Dante lo può; ragion per cui / 
chi vuol saper che cosa voglion dire / 
vada all'inferno e lo domandi a lui!»
(Guido Martina, L'Inferno di Topolino)
- Nella storia a fumetti del 1950 Le babbucce di Allah di Benito Jacovitti, i tre diavoli avversari del giovane protagonista Mustafà si chiamano Pape Satan e Aleppe.
- La parodia Panesalam panesalam afette! compare sul n. 1996 di Topolino (1990), nel quinto episodio della storia Ser Topolino e la cavalcata dei cavalieri inesistenti

## L'interpretazione della terzina nei secoli
Tentativi di interpretazione di questi versi si protraggono letteralmente da secoli: la Divina Commedia fu pubblicata nel 1321, e i primi tentativi di spiegazione di questi versi risalgono già al 1322 ad opera di uno dei figli di Dante, Jacopo Alighieri; riportiamo qui alcuni riferimenti ai primi commentatori che tentarono di dare una spiegazione:
1. 1322: Jacopo Alighieri (figlio di Dante) [10]
2. 1324: Graziolo Bambaglioli
3. 1324: Jacopo della Lana
4. 1335: Guido da Pisa
5. 1340: Pietro Alighieri (figlio di Dante)
6. 1350: Codice cassinese
7. 1369: Guglielmo Maramauro
8. 1373: Giovanni Boccaccio
9. 1379: Benvenuto da Imola
10. 1481: Cristoforo Landino
11. 1525: Gabriele Trifon

Tutti quanti risultano comunque più o meno concordi nell'affermare che trattasi di una sorta di imprecazione di meraviglia e indignazione, che si potrebbe tradurre a grandi linee come "Per il signore dell'Inferno, cosa vedono i miei occhi?", manifestando così lo stupore e la contrarietà nel vedere un mortale nel mondo degli Inferi.